# Sebastian Stalder
Sebastian Stalder (Wald, 19 gennaio 1998) è un biatleta svizzero.

## Biografia
Stalder, attivo dalla stagione 2016-2017, ha esordito in Coppa del Mondo il 15 marzo 2018 a Oslo Holmenkollen in sprint (82º) e ai Mondiali juniores di Lenzerheide 2020 ha vinto la medaglia di bronzo nell'individuale; ha esordito ai Giochi olimpici invernali a Pechino 2022, dove si è classificato 27º nella sprint, 36º nell'inseguimento, 53º nell'individuale, 12º nella staffetta e 8º nella staffetta mista, e ai Campionati mondiali a Oberhof 2023, dove si è piazzato 37º nella sprint, 7º nella partenza in linea, 16º nell'individuale, 6º nella staffetta e 7º nella staffetta mista. Ai Mondiali di Nové Město na Moravě 2024 si è classificato 50º nella sprint, 42º nell'inseguimento, 28º nell'individuale, 7º nella partenza in linea, 14º nella staffetta e 4º nella staffetta mista e a quelli di Lenzerheide 2025 si è piazzato 16º nella sprint, 27º nell'inseguimento, 11º nell'individuale, 25º nella partenza in linea, 7º nella staffetta e 6º nella staffetta mista.

## Palmarès

### Mondiali juniores
- 1 medaglia:
  - 1 bronzo (individuale a Lenzerheide 2020)

### Coppa del Mondo
- Miglior piazzamento in classifica generale: 17º nel 2023